# Cankópartfutó
A cankópartfutó (Calidris subruficollis) a madarak (Aves) osztályának lilealakúak (Charadriiformes) rendjébe, ezen belül a szalonkafélék (Scolopacidae) családjába tartozó faj.
Korábban az Ereunetes subruficollis néven az Ereunetes madárnem egyetlen fajának számított.

## Rendszerezése
A fajt Louis Pierre Vieillot francia ornitológus írta le 1819-ben, a Tringa  nembe Tringa subruficollis néven, egyes szervetek a Calidris nembe helyezik Calidris subruficollis néven.

## Előfordulása
Észak-Amerika tundrás vidékein fészkel, telelni Dél-Amerikába vonul. Kóborló példányai eljutnak Európába is.

### Kárpát-medencei előfordulása
Magyarországon ritka alkalmi vendég.

## Megjelenése
Testhossza 18-20 centiméter, szárny fesztávolsága 43-47 centiméteres, testtömege 125-142 gramm körüli, a hím kicsit nagyobb a tojónál.

## Életmódja
Rovarokkal táplálkozik, de gerincteleneket és magvakat is fogyaszt.

## Szaporodása
A talaj mélyedésébe készíti  fészkét, melyet fűvel bélel ki, melybe a tojó legtöbbször 4 tojást rak. A tojásokon csak a tojó kotlik 23-25 napig, röpképességüket 16-20 naposan érik el.